# Gombong (ort i Indonesien)
Gombong är en ort i Indonesien.   Den ligger i provinsen Jawa Tengah, i den västra delen av landet, 300 km sydost om huvudstaden Jakarta. Gombong ligger 26 meter över havet och antalet invånare är 31 965.
Terrängen runt Gombong är kuperad åt nordväst, men åt sydost är den platt.Runt Gombong är det mycket tätbefolkat, med 1 221 invånare per kvadratkilometer. Det finns inga andra samhällen i närheten. Trakten runt Gombong består till största delen av jordbruksmark.